# Emain Macha
Emain Macha o Emuin Macha (antico irlandese, pronuncia /ˈeṽənʲ ˈṽaxə/), Eamhain Mhacha (irlandese moderno, pronuncia /ˈawnʲ ˈwaxə/), a volte latinizzato o anglicizzato in Emania, conosciuto in inglese col nome Navan Fort, è un antico monumento nel County Armagh, in Nord Irlanda. Nonostante l'appellativo inglese "Fort", forte, non sembra essere stato un sito difensivo ma un luogo rituale e di cerimonie, apparentemente abbandonato dal I secolo d.C. Riveste un ruolo particolare nella mitologia irlandese, specie nel Ciclo dell'Ulster.
Emain Macha / Navan Fort è considerato un monumento nazionale.

## Rovine
Il sito, su di una bassa collina approssimativamente a 2.6 km della città di Armagh, ha un recinto circolare di 250 metri di diametro, circondato da un terrapieno ed un fossato. La posizione inusuale del fossato, dietro il terrapieno, suggerisce la mancanza di valore militare del sito.
All'interno del recinto sono visibili due monumenti. Decentrato verso nord-ovest si trova un bastione di terra di 40 metri di diametro e alto 6 metri. Decentrata verso sud-est rimane l'impronta circolare di un monumento preistorico di carattere cerimoniale o sepolcrale, con un diametro di circa 30 metri.
Gli scavi archeologici hanno rivelato che il bastione di terra data (grazie alla dendroconologia) al 95 a.C. Vi si ritrova una struttura circolare, consistente di quattro anelli concentrici di pali disposti attorno ad un tronco di quercia, con l'entrata rivolta verso ovest (mentre le abitazioni preistoriche sono rivolte con l'entrata invariabilmente ad est, rivolte verso la direzione dell'alba). Il pavimento della struttura è coperto da pietre disposte in segmenti radiali. L'intero edificio fu deliberatamente bruciato prima di essere sepolto nella terra e nell'erba (evidenze archeologiche rimandano a simili rituali di immolazione di edifici per Tara e Allen). Il terrapieno e il fossato che circondano la cima della collina appartengono alla stessa epoca.
Non si può invece assegnare una data sicura all'impronta ad anello, anche se gli scavi e le indagini geofisiche hanno rivelato i resti di una struttura lignea sottostante a forma di otto. 
L'anello maggiore dell'otto ha 30 metri di diametro, quello minore 20. La struttura è stata ricostruita due volte.
Costruzioni simili, ma inferiori per dimensioni, ognuna con un pavimento centrale, sono state rinvenute sotto il bastione di terra. Gli artefatti rinvenuti in questi depositi mostrano che il sito fu abitato nella tarda età del bronzo e nella prima età del ferro (circa dal 600 al 250 a.C.). Il più inusuale dei ritrovamenti è il teschio di una bertuccia.
Una struttura della prima età del bronzo, il fossato circolare che circonda il bastione di terra, di diametro 45 metri, largo 5 metri e profondo 1 metro, contiene strumenti in pietra e frammenti di ceramica che attestano l'abitazione del sito sin dal Neolitico (c. dal 4000 al 2500 a.C.).

### Il complesso di Navan
Altri significativi siti preistorici nelle vicinanze includono Haughey's Fort, un forte della prima età del bronzo 1 km ad ovest, le "stalle del re", una fossa artificiale sempre dell'età del bronzo, e Loughnashade, un lago da cui sono stati tratti manufatti dell'età del ferro.

## Emain Macha nella mitologia irlandese
Secondo la mitologia irlandese e la tradizione storica Emain Macha fu la capitale degli Ulaid, il popolo da cui prese il nome l'Ulster. Sarebbe stata fondata verso il VII o V secolo a.C. dalla dea Macha. Nel Ciclo dell'Ulster figura come la sede di re Conchobar mac Nessa. Di Conchobar si dice avesse tre case ad Emain: 
- Cróeb Ruad ("il ramo rosso cupo", da cui sarebbe derivata la vicina cittadina di Creeveroe), dove il re dava udienza;
- Cróeb Derg ("il ramo rosso vivo"), dove erano conservati i trofei di guerra e le teste dei nemici;
- Téite Brecc ("il tesoro scintillante"), dove i guerrieri ammassavano le loro armi.

Il nome "Emain Macha" è stato variamente interpretato: "il fermaglio di Macha", usato dalla dea per tracciare i confini del sito, oppure "i gemelli di Macha", dove avrebbe dato alla luce due gemelli in seguito ad una gara di carri.
Gli "Annali dei quattro maestri" ricordano che Emain Macha fu abbandonata dopo l'incendio appiccato dai Tre Colla nel 331 d.C., dopo aver sconfitto Fergus Foga, re dell'Ulster, nella battaglia di Achadh Leithdheirg